# Mona de nit de mans grises
La mona de nit de mans grises (Aotus griseimembra) és una espècie de primat del grup de les mones de nit (Aotidae). Sovint s la classifica com a subespècie de la mona de nit de ventre gris. Com totes les mones de nit, es tracta d'un primat petit amb ulls ben grans, que són una adaptació al seu estil de vida nocturn. El pelatge del dors és de color marró grisenc, mentre que el del ventre és taronja groguenc. Els braços i les potes són grisos i les mans i els peus són marrons.